# Lullabies of Birdland
Lullabies of Birdland (с англ. — «Колыбельные») — третий студийный альбом американской джазовой певицы Эллы Фицджеральд, записанный совместно с контрабасистом Рэем Брауном, пианистом Доном Эбни, трубачом Саем Оливером и другими музыкантами. Пластинка была выпущена на студии Decca Records в 1954 году. Альбом включает многие хиты, записанные до этого в разные годы в качестве синглов и принёсшие Фицджеральд мировую известность, в том числе песни «How High the Moon», «Lullaby of Birdland» и «Oh, Lady Be Good».
В 1998 году MCA Records перевыпустили альбом в формате CD.

## Список композиций
| №                   | Название              | Текст песни             | Музыка              | Длительность |
| ------------------- | --------------------- | ----------------------- | ------------------- | ------------ |
| 1.                  | «Lullaby of Birdland» | Джордж Дэвид Вайс       | Джордж Ширинг       | 2:51         |
| 2.                  | «Rough Ridin’»        | Уильям Теннисон-младший | Хэнк Джонс          | 3:14         |
| 3.                  | «Angel Eyes»          | Эрл Брэнт               | Мэтт Деннис         | 2:54         |
| 4.                  | «Smooth Sailing»      | Арнетт Кобб             | Арнетт Кобб         | 3:06         |
| 5.                  | «Oh, Lady Be Good!»   | Айра Гершвин            | Джордж Гершвин      | 3:08         |
| 6.                  | «Later»               | Генри Гловер            | Тайни Брэдшо        | 2:32         |
| Общая длительность: | Общая длительность:   | Общая длительность:     | Общая длительность: | 17:45        |

| №                   | Название              | Текст песни         | Музыка                             | Длительность |
| ------------------- | --------------------- | ------------------- | ---------------------------------- | ------------ |
| 7.                  | «Ella Hums the Blues» | Элла Фицджеральд    | Элла Фицджеральд                   | 5:13         |
| 8.                  | «How High the Moon»   | Нэнси Гамильтон     | Морган Льюис                       | 3:15         |
| 9.                  | «Basin Street Blues»  | Спенсер Уильямс     | Спенсер Уильямс                    | 3:07         |
| 10.                 | «Air Mail Special»    | Джимми Манди        | Чарльз Генри Крисчен, Бенни Гудмен | 3:02         |
| 11.                 | «Flying Home»         | Сид Робин           | Лайонел Хэмптон                    | 2:27         |
| Общая длительность: | Общая длительность:   | Общая длительность: | Общая длительность:                | 17:04        |

## Участники записи
- Элла Фицджеральд — вокал.
- Сай Оливер и его оркестр — треки 1, 3, 4, 6 и 9 (записаны в период 1949—1954).
- Рэй Браун и его трио — треки 2 и 10 (записаны в 1952 году).
- Боб Хаггарт и его оркестр — трек 5 (записан в 1947 году).
- Пианист Дон Эбни, контрабасист Джо Мондрагон, барабанщик Ларри Бункер — трек 7 (записан в 1955 году).
- Рэй Браун, трубач Идрис Сулейман — трек 8 (записан в 1947 году).
- Вик Шоен и его оркестр — трек 11 (записан в 1945 году).